# Sozialistisches Büro

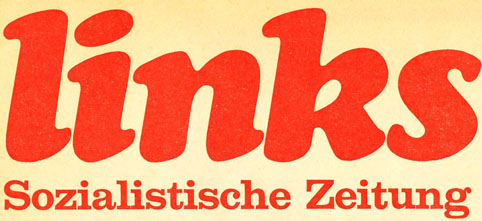
Zeitungstitel links

Das Sozialistische Büro (SB) mit Sitz in Offenbach war eine Organisation der Neuen Linken, deren Ziel die Koordinierung der sozialistischen Kräfte in der Bundesrepublik Deutschland war. Das SB wurde 1969 gegründet und war bis Ende der 1990er Jahre aktiv. Das SB gab im eigenen Verlag 2000 GmbH die Zeitschriften links und express – Zeitung für sozialistische Betriebs- und Gewerkschaftsarbeit sowie weitere Periodika heraus und organisierte Kampagnen und Kongresse. Die Zahl der Mitglieder des SB lag in den 1970er-Jahren zwischen 1000 und 1500, die in Westdeutschland in Gruppen organisiert waren.

## Personen
Die aktiven Personen des SB entstammten weitgehend dem sozialistischen Spektrum der sogenannten undogmatischen Linken, der Ostermarschbewegung und zum Teil dem Sozialistischen Bund, der sich 1969 aufgelöst hatte. Zu den Gründern gehörten unter anderen: Frank Deppe, Arno Klönne und Wolfgang Streeck. Organisationssekretär wurde Klaus Vack. Der anfängliche SB-Kritiker Oskar Negt übernahm in den 1970er Jahren eine führende Rolle als Stratege der Organisation. Im Oktober 1972 hielt er auf einer SB-Tagung sein Referat Nicht nach Köpfen, sondern nach Interessen organisieren.
Weitere SB-Mitglieder waren: Elmar Altvater, Wolf-Dieter Narr, Joachim Hirsch, Dan Diner, Timm Kunstreich, Micha Brumlik, Detlev Claussen und Andreas Buro. Mitte der 1970er Jahre trat auch Rudi Dutschke ein, ohne im SB sonderlich aktiv zu werden.
Der Kern des SB war teilweise identisch mit der Redaktion des Periodikums links. Neben den Genannten bestand er aus Hanne und Klaus Vack (Sekretäre), Christel Beilmann, Hansgeorg Conert, Egbert Jahn, Roland Roth, Gert Schäfer, Eva Senghaas und Edgar Weick. Von Bedeutung waren auch Gewerkschafter wie Willi Scherer (Gelsenkirchen) und Willi Hoss (Stuttgart).
Das zweite vom SB herausgegebene Periodikum war express – Zeitung für sozialistische Betriebs- und Gewerkschaftsarbeit, das linken Gewerkschaftern, Betriebsräten und Vertrauensleuten ein Sprachrohr für oppositionelle und organisationskritische Meinungen bot. Redakteure und aktive Mitarbeiter waren: Eberhard Schmidt, Heinz Günter Lang, Klaus Kowol, Willi Michel, Walther Müller-Jentsch, Heide Langguth, Iris Bergmiller, Otto Jacobi, Rainer Erd, Edgar Weick, Volker Brandes und Heiner Halberstadt.

## Zeitschriftlinks
Die wichtigste vom SB herausgegebene Zeitschrift war die links, ihre Auflage lag 1969 bei 8000 und stieg bis 1974 auf 12.000. Die Zeitschrift erschien monatlich auf etwa 24 Seiten mit Informationen und Anregungen für die politische Arbeit, Beiträge zur sozialistischen Theorie und Strategie, Berichte aus der Linken international. Ab Anfang der 80er Jahre sank die Auflage, 1984 war sie bereits bei unter 6000 angekommen. Die letzte links-Ausgabe erreichte 1997 weniger als 2000 Abonnenten, der freie Verkauf in linken Buchläden spielte schon lange keine Rolle mehr.
Wie viele Organisationen und Projekte der Neuen Linken brach auch die links-Redaktion an Meinungsverschiedenheiten über den Zweiten Golfkrieg, das Ende der Sowjetunion und die deutsche Wiedervereinigung auseinander. Rettungsversuche früherer SB-Prominenter konnten das Projekt nur noch kurze Zeit am Leben halten. Viele ehemalige SB-Mitglieder wirkten dann im Komitee für Grundrechte und Demokratie mit.

## Kampagnen und Kongresse

Logo Antirepressionskongreß 1976

Durch Kampagnen und Kongresse („Pfingstkongresse“), die politische Auseinandersetzungen mit hohem Symbolwert aufgriffen („Repression“, Angela Davis, Portugal, Chile), konnte das „Sozialistische Büro“ weit über das eigene Spektrum hinaus aktivierend und mobilisierend wirken. Zu den Erfolgen des SB zählten die Durchsetzung einer Amnestie für alle, die wegen Demonstrationsdelikten rund um 1968 angeklagt waren, sowie eine anschließende Liberalisierung des Demonstrationsrechtes. Etwa 36.000 Bürger unterzeichneten den Aufruf für den Solidaritätskongreß „Am Beispiel Angela Davis“ in Frankfurt 1972. Der „Antirepressionskongreß“ in Frankfurt 1976 hatte 20.000 Teilnehmer.
- 1972: „Angela Davis-Solidaritätskomitee“ und „Sozialistisches Büro“: Angela Davis-Solidaritätskongreß „Am Beispiel Angela Davis“ in Frankfurt[7]
- 1973: Komitee „Solidarität mit Chile“ und „Sozialistisches Büro“: Kampagne „Chile, der Kampf geht weiter – Solidarität mit der chilenischen Arbeiterklasse“[5]
- 1975/76: Portugalkampagne „Solidarität mit der portugiesischen Revolution“[8]
- 1976: „Kampagne gegen Unterdrückung“ – Antirepressionskongreß Pfingsten, Frankfurt („Wer sich nicht wehrt, lebt verkehrt“)[5]
- 1978: Kongress „Grosser Ratschlag Alternative Ökonomie“ in Hamburg[9]
- 1980: Kongress „Großer Ratschlag - Soziale Protestbewegungen und sozialistische Politik“ in Frankfurt (5.000 Teilnehmer).[10] Zukunftswerkstatt „Kleine Schritte im Alltag - Entwürfe für ein sozialistisches Leben“ in Hamburg (1.000 Teilnehmer).[11]

## Publizistische Nachwirkungen
express – Zeitung für sozialistische Betriebs- und Gewerkschaftsarbeit wird seit 1997 von der Arbeitsgemeinschaft zur Förderung der politischen Bildung e. V. herausgegeben.
1981 gründeten ehemalige Mitglieder der Arbeitsfelder Gesundheit, Sozialarbeit und Schule des Sozialistischen Büros, das zu diesem Zeitpunkt nicht mehr als umfassende Organisation bestand, die  Widersprüche. Zeitschrift für Politik im Bildungs-, Gesundheits- und Sozialbereich, die 20 Jahre im Kleine Verlag erschien. Seit 2011 wird die Zeitschrift vom Verlag Westfälisches Dampfboot veröffentlicht. Herausgeber ist (Stand 2014) ebenfalls die „Arbeitsgemeinschaft für politische Bildung“.
Eine Gruppe um den ehemaligen links-Redakteur Joachim Hirsch betreibt das Online-Portal links-netz.